# Il gatto volante
Il gatto volante (The Flying Cat) è un film del 1952 diretto da William Hanna e Joseph Barbera. È il sessantatreesimo cortometraggio della serie Tom & Jerry. Il corto rappresenta la seconda apparizione del canarino Cuckoo, già apparso in Due amici inseparabili.

## Trama
Cuckoo sta dormendo nella sua gabbia, ma viene svegliato da Tom, che tenta di mangiarselo. Jerry però fa lo sgambetto a Tom, facendogli cadere la gabbia, che si rompe schiantandosi contro un albero. Cuckoo, liberatosi dalla sua gabbia, assiste a un inseguimento tra Tom e Jerry, e decide di difendere quest'ultimo portandolo al sicuro nel suo nido artificiale. Tom cerca diverse volte di raggiungere i due, ma fallisce, finché si schianta contro una cassettiera e si trova attaccato addosso delle finte ali da pipistrello. Tom decide di catturare i due volando tramite le ali, ma anche qui fallisce, finendo per essere investito da un treno. Tom, appiattitosi, diventa un segnale di passaggio a livello, mentre Cuckoo e Jerry, saliti nel treno, si stringono allegramente la mano soddisfatti della loro vittoria.